# Atoniomyia grossa
Atoniomyia grossa là một loài ruồi trong họ Asilidae. Atoniomyia grossa được Carrera miêu tả năm 1946. Loài này phân bố ở vùng Tân nhiệt đới.